# Веденсвіль
Веденсвіль (нім. Wädenswil) — місто  в Швейцарії в кантоні Цюрих, округ Горген.

## Географія
Місто розташоване на відстані близько 100 км на схід від Берна, 19 км на південний схід від Цюриха.
Веденсвіль має площу 35,6 км², з яких на 19,3% дозволяється будівництво (житлове та будівництво доріг), 63,3% використовуються в сільськогосподарських цілях, 15,1% зайнято лісами, 2,3% не є продуктивними (річки, льодовики або гори).

## Демографія
2019 року в місті мешкало 24 624 особи (+5,9% порівняно з 2010 роком), іноземців було 22,2%. Густота населення становила 691 осіб/км².
За віковим діапазоном населення розподілялося таким чином: 19,8% — особи молодші 20 років, 59,9% — особи у віці 20—64 років, 20,4% — особи у віці 65 років та старші. Було 10629 помешкань (у середньому 2,3 особи в помешканні).
Із загальної кількості 9750 працюючих 400 було зайнятих в первинному секторі, 1581 — в обробній промисловості, 7769 — в галузі послуг.